# Гада-Але
Гада-Але — стратовулкан, розташований в другій адміністративній зоні, в регіоні Афар, Ефіопія. Його висота сягає 287 м. Інша назва вулкана Кебрит Але (англ. Kebrit Ale). Складений застиглими базальтовими вулканічними лавами та гіалокластитами.
На даний час розвинена  фумарольна активність. В одному з кратерів є невелике озеро, заповнене вулканічним шлаком. Як і решта вулканів цього району, виник в голоцені. Належить до північно-східної частини вулканічного хребта Ерта Але. Вулканічні тріщини на південному сході в недавній час вивергали потоки лави, які досягали берегів озера Бакілі (англ. Bakili). На захід від Гада-Але розташований соляний вулканічний купол, що досягає діаметра 2 км і має висоту 100 м. Гада-Але і довколишня місцевість є результатом соляного діапіру.

## Ресурси Інтернету
- Гада-Але. Global Volcanism Program. Смітсонівський інститут. (англ.)
- Volcano Live — John Search [Архівовано 22 березня 2012 у Wayback Machine.]
- Vulcanism.ru

## Виноски
1. ↑  Гада-Але. Global Volcanism Program. Смітсонівський інститут. Процитовано 24 лютого 2013. (англ.)